# Nemejski lav
Nemejski lav (Λέων της Νεμέας, léon tēs Neméas) u grčkoj mitologiji bilo je stvorenje koje je živjelo u Nemeji. Smatra se Tifonovim i Ehidninim potomkom; postoji i inačica da je pao s Mjeseca kao Zeusov i Selenin potomak, a treća inačica govori da je Himerin potomak. Prema Heziodu, Hera ga je istrenirala i postavila na nemejska brda "da bude kuga čovječanstvu".

## Mitologija
Heraklov je prvi od dvanaest zadataka bio ubiti nemejskog lava i donijeti njegovu kožu.
Taj je lav terorizirao područje oko Nemeje. Imao je neprobojnu kožu koju nijedno oružje napravljeno od čovjeka ili boga nije moglo probiti. Kad ga je Heraklo prvi put napao, njegovo oružje - luk i strijele, toljaga i brončani mač - nisu mogli nauditi lavu. Na posljetku je odbacio oružje i hrvao se s lavom te ga je zadavio. Druga inačica mita govori da je ugurao svoju ruku u njegovo grlo i ugušio ga.
Heraklo je potom satima pokušavao oderati lava te je bivao sve ljući i ljući. Na posljetku mu je prerušena Atena pomogla da shvati da su najbolje oruđe kojim može oderati kožu vlastite lavlje pandže. Tako je, uz Atenu kao deus ex machina, izvršio zadatak.
Poslije je Heraklo nosio neprobojnu kožu kao oklop. Kad je stigao kralju Euristeju da mu obznani završen zadatak i preda kožu, on se toliko uplašio njegova izgleda da se sakrio u veliki brončani ćup. Poslije je Heraklo daljnje zadatke dobivao preko glasnika.

## Vanjske poveznice
- Nemejski lav u klasičnoj literaturi i umjetnosti (engl.)
- Nemejski lav i Heraklo (engl.)